# 全国火薬類保安協会
公益社団法人全国火薬類保安協会（ぜんこくかやくるいほあんきょうかい）は、火薬類取扱保安責任者試験などを実施している公益社団法人。元経済産業省原子力安全・保安院所管。

## 事業
- 火薬類製造保安責任者試験、火薬類取扱保安責任者試験、発破実技講習、コンクリート破砕器作業主任者技能講習、建設用びょう打銃講習を行っている。

## 都道府県火薬(類)保安協会(連合会)等（45団体）
- 一般社団法人北海道火薬類保安協会
- 秋田県火薬類保安協会
- 一般社団法人岩手県火薬類保安協会
- 一般社団法人宮城県火薬類保安協会
- 一般社団法人福島県火薬類保安協会
- 一般社団法人栃木県火薬類保安協会
- 一般社団法人茨城県火薬類保安協会
- 群馬県火薬類保安協会
- 埼玉県火薬類保安協会
- 一般社団法人東京都火薬類保安協会
- 千葉県火薬類保安協会
- 一般社団法人神奈川県火薬類保安協会
- 一般社団法人新潟県火薬類保安協会
- 一般社団法人長野県火薬類保安協会
- 山梨県火薬類保安協会
- 静岡県火薬類保安協会
- 公益社団法人愛知県火薬類保安協会
- 一般社団法人岐阜県火薬類保安協会
- 三重県火薬類保安協会
- 一般社団法人富山県火薬類保安協会
- 石川県火薬類保安協会
- 福井県火薬類保安協会
- 滋賀県火薬類保安協会
- 京都府火薬類保安協会連合会
- 奈良県火薬類保安協会
- 和歌山県火薬類保安協会
- 大阪府火薬類保安協会
- 兵庫県火薬類保安協会
- 一般社団法人岡山県火薬類保安協会
- 一般社団法人広島県火薬類保安協会
- 鳥取県火薬保安協会
- 島根県火薬類保安協会連合会
- 一般社団法人山口県火薬保安協会
- 香川県砕石事業協同組合
- 一般社団法人愛媛県火薬類保安協会
- 徳島県火薬類保安協会
- 一般社団法人高知県火薬類保安協会
- 福岡県火薬類保安協会
- 佐賀県火薬保安協会
- 一般社団法人長崎県火薬保安協会
- 熊本県火薬保安協会
- 一般社団法人大分県火薬類保安協会
- 宮崎県火薬保安協会
- 鹿児島県火薬保安協会
- 一般社団法人沖縄県火薬類保安協会